# Harold Walker, Baron Walker of Doncaster
Harold Walker, Baron Walker of Doncaster PC DL (* 12. Juli 1927 in Audenshaw, Manchester; † 11. November 2003) war ein britischer Politiker der Labour Party und zeitweise stellvertretender Sprecher des Unterhauses (House of Commons). 

## Leben

### Mitglied des Unterhauses und Regierungsämter
Walker war nach dem Schulbesuch als Werkzeugmacher in Openshaw sowie später in Oldham tätig. Seine politische Laufbahn begann er in der Gewerkschaft und in der Kommunalpolitik in Ashton, Gorton sowie Mossley.
Bei den Unterhauswahlen vom 15. Oktober 1964 kandidierte er erstmals im  Wahlkreis Doncaster für ein Mandat im Unterhaus und gewann gegen den bisherigen Wahlkreisinhaber der Conservative Party, Anthony Barber, der zu der Zeit Gesundheitsminister der konservativen Regierung von Premierminister Alec Douglas-Home war und später Schatzkanzler wurde. Nach mehreren Wiederwahlen vertrat Walker den Wahlkreis, der später in Doncaster Central umbenannt wurde, bis 1997.
1967 wurde er Whip der Labour-Fraktion, ehe er zwischen 1968 und 1970 als Parlamentarischer Unterstaatssekretär Juniorminister in dem von Barbara Castle geleiteten Arbeitsministerium in der Regierung von Premierminister Harold Wilson war. Während dieser Zeit erwies er sich als loyaler Mitarbeiter Castles, wenngleich er deren In Place of Strife genannten Gesetzentwurf zur Einschränkung des Einflusses der Gewerkschaften ablehnte. Aufgrund seiner eigenen beruflichen und gewerkschaftlichen Erfahrungen trat er den Plänen des öffentlichen Dienstes zum Streikaufruf und zu Widerrufsfristen entgegen. Zum anderen gewann er Anerkennung durch die Verteidigung der zurückhaltenden Lohnpolitik in der Bauindustrie während der nachfolgenden Wechselkursabwertung des Pfunds.
Nach der Wahlniederlage der Labour Party bei den Unterhauswahlen vom 18. Juni 1970 wurde er Sprecher seiner Fraktion für Arbeit und Beschäftigung. 1972 führte er eine erfolgreiche Kampagne, um zu verhindern, dass der Motorway M18 durch Doncaster durchführt.
Nachdem die Labour Party die Unterhauswahlen vom 28. Februar 1974 gewann, wurde er 1974 Parlamentarischer Unterstaatssekretär im Arbeitsministerium während der zweiten Amtszeit von Premierminister Wilson und anschließend von 1976 bis 1979 Staatsminister im Arbeitsministerium in der Regierung von Wilsons Nachfolger James Callaghan und damit enger Mitarbeiter der damaligen Arbeitsminister Michael Foot und Albert Booth.
Nach der Wahlniederlage seiner Partei bei den Unterhauswahlen vom 3. Mai 1979 wurde er wiederum beschäftigungspolitischer Sprecher seiner Fraktion sowie Privy Councillor. Als moderater Vertreter des linken Parteiflügels unterstützte er während des parteipolitischen Healey–Benn–Machtkampfes die Kandidatur von John Silkin für das Amt des Vorsitzenden von Labour.

### Deputy Speaker und Mitglied des Oberhauses
Nach den Unterhauswahlen vom 9. Juni 1983 wurde Walker Nachfolger von Ernest Armstrong als stellvertretender Sprecher des House of Commons und damit Vertreter von Speaker Bernard Weatherill. Zugleich war er zwischen 1983 und 1992 einflussreicher Vorsitzender für Wege und Mittel (Chairman of Ways and Means).
1984 war für ihn eine problematische Zeit, als er während des fast ein Jahr dauernden Bergarbeiterstreiks Parlamentsdebatten zu diesem Thema leitete, da er sich loyal zu den Anliegen der Bergleute sah. Seine grundsätzliche Loyalität mit den Bergleuten war darauf zurückzuführen, dass er mit Doncaster einen Wahlkreis mit Steinkohlenbergbau. Andererseits sah er sich wegen seiner fairen Debattenführung der Kritik der streikenden Bergarbeiter ausgesetzt, dessen Führer Arthur Scargill sogar dazu aufrief, Walker nicht mehr zu wählen. Dies führte andererseits aber auch dazu, dass ihn Weatherill und die Mitarbeiter des Parlaments in Schutz nahmen. 1988 leitete er Sitzungen zu den schwierigen Haushaltsverhandlungen, die von einer Reihe von Ultralinken und einer Minderheit der Scottish National Party scharf kritisiert wurden.
Nach dem Rücktritt Weatherills war er enttäuscht darüber, dass er nicht dessen Nachfolger als Sprecher des Unterhauses wurde. Allerdings wurde statt seiner mit Betty Boothroyd, die über keine weiteren Erfahrungen verfügte, erstmals eine Frau zum Speaker des House of Commons gewählt. Er verzichtete daraufhin auf das Amt des Deputy Speaker und wurde als Knight Bachelor in den persönlichen Adelsstand erhoben. Bis zu seinem Ausscheiden aus Unterhaus 1997 gehörte Sir Harold Walker dem Parlament als Hinterbänkler an.
Am 26. September 1997 wurde er schließlich nach dem Ausscheiden aus dem Unterhaus zum Baron Walker of Doncaster, of Audenshaw in the County of Greater Manchester, als Life Peer geadelt und gehörte fortan dem Oberhaus (House of Lords) an. 1998 wurde er darüber hinaus Deputy Lieutenant von South Yorkshire sowie Freeman of the City von Doncaster.